# Run For Cover Records (dansk pladeselskab)
 For alternative betydninger, se Run For Cover Records. (Se også artikler, som begynder med Run For Cover Records)
Run for Cover Records startede som et dansk pladeselskab, der specialisererede sig i at udgive dansk rapmusik tilbage i 2002.
Blandt dets kunstnere var Niarn, Pede B, Johnson & Malone, Ham Den Lange og Kasper Spez.
I 2007 åbnede de deres første butik på Trøjborg i Aarhus, hvor de sælger dansk hiphop på CD og LP. Siden er der også kommet streetwear og graffitiartikler til. De har ligeledes deres eget tøjmærke Run For Cover Clothing.
I 2014 lukkede afdelingen i Aarhus og de har siden kun kørt med butikken i København samt webshoppen.
Run For Cover begyndte i 2014 efter nogle års stilstand at udgive musik igen med fokus på danske hiphopklassikere der ikke tidligere har været udgivet på vinyl.

## Diskografi
- 2002 ALX - The Real / Triumphant (LP)
- 2002 Diverse Artister - 24 Karat (LP)
- 2002 Niarn - Glenn Francisco EP'en (LP/CD)
- 2003 Gisli - Sky High (LP/CD)
- 2003 Johnson & Malone - Johnson & Malone EP (LP/CD)
- 2005 Diverse Artister - Hjemmebrændt (MP3)
- 2006 Kasper Spez - Love Junkie (CD)
- 2007 Meller - Hjerteblod (CD)
- 2008 Pede B - Stadig Beskidt (CD)
- 2008 Diverse Artister - Hjemmebrændt 2 (MP3)
- 2009 Diverse Artister - Grundstuff (Kassettebånd)
- 2009 Hennesey - Baren Er Åben (CD)
- 2009 Ham Den Lange - Carpe Diem My Ass (CD)
- 2010 Pede B - Jungleloven (CD)
- 2012 Kasper Spez - Love Junkie (LP)
- 2012 Diverse Artister - Røgarlarm (LP)
- 2014 Kasper Spez - Fantasten (LP)
- 2014 Pede B & DJ Noize - Vi Hjerte Alberte (LP)
- 2014 Danni Toma - Rige Mænds Jakkesæt (LP)
- 2015 Suspekt - Suspekt (LP)
- 2015 Boone & Trepac - De Forkerte Spor (LP)
- 2015 Supardejen - Retrorik (LP)
- 2015 Kasper Spez - Logi (LP)
- 2015 Pede B - Et Barn Af Tiderne (LP)
- 2015 Rent Mel I Posen - Langt Om Længe (LP)
- 2015 Tegnedrengen - Løg Til Dine Kindposer (LP)
- 2015 Liud - Langt Ude (LP)
- 2015 Kejser A - Færdig (LP)
- 2015 Johnson - Johnson (LP)